# Khủng hoảng ngành chế tạo ô tô Hoa Kỳ 2008–2010
Khủng hoảng ngành chế tạo ô tô 2008-2010 ở Hoa Kỳ đã gây ra tình trạng các hãng chế tạo ô tô ở Hoa Kỳ rơi vào khó khăn kinh doanh do không tiêu thụ được hàng hóa và do khó tiếp cận tín dụng cho kinh doanh. Cuộc khủng hoảng này là hậu quả của khủng hoảng tín dụng nhà ở thứ cấp và khủng hoảng tài chính Hoa Kỳ 2007-2009.

## Nguyên nhân
Bắt đầu từ thập niên 1960, các hãng chế tạo ô tô nước ngoài - nhất là của Đức và Nhật Bản - bắt đầu tiến hành chiến lược thâm nhập tích cực mới vào thị trường Hoa Kỳ bằng cách mở các cơ sở của mình ngay tại đây. Cạnh tranh của các hãng chế tạo ô tô nước ngoài đã khiến 3 hãng chế tạo ô tô lớn nhất Hoa Kỳ là General Motors (GM), Ford Motor Company (Ford) và Chrysler từ bỏ dần phân khúc thị trường về các loại ô tô cỡ vừa và nhỏ, và tập trung nguồn lực vào kiểm soát phân khúc thị trường xe thể thao đa dụng (SUV), xe tải nhẹ và xe sang trọng. Cuối thập niên 1990, một nửa số lợi nhuận của 3 hãng này là từ chế tạo xe tải nhẹ và SUV. Những dự định của chính phủ (thời tổng thống Bill Clinton và George W. Bush) nhằm điều chỉnh ngành công nghiệp chế tạo ô tô vì mục tiêu tiết kiệm năng lượng đã không thành công do gặp phải sự chống đối của các nhà sản xuất, các nghiệp đoàn và các chính trị gia có lợi ích liên quan.

Biến động của giá dầu.

Từ năm 1999, giá năng lượng bắt đầu tăng do giá dầu tăng, từ mức 16 dollar Mỹ/thùng vào tháng 1 năm 1999 lên 147,27 dollar/thùng vào ngày 11 tháng 7 năm 2008. Giá dầu tăng đặc biệt nhanh trong thời kỳ từ đầu năm 2007 đến giữa năm 2008. Điều này khiến cho việc sử dụng các loại xe tải nhẹ và SUV gặp bất lợi khi sử dụng nhiên liệu, và là một nguyên nhân dẫn tới giảm lượng cầu ở Hoa Kỳ đối với loại xe này.
Bong bóng nhà ở của Hoa Kỳ bắt đầu vỡ từ tháng 7 năm 2006 làm cho giá nhà giảm dần khá nhanh. Nhiều người Mỹ đầu tư vào nhà ở để đầu cơ rơi vào tình trạng không bán được nhà và mắc nợ ngân hàng. Thông qua hiệu ứng tài sản, mức tiêu dùng nói chung và tiêu dùng ô tô nói riêng của họ giảm đi. Những ảnh hưởng tiêu cực của vỡ bong bóng nhà ở đến ngành tín dụng nhà ở nói riêng và khu vực tài chính nói chung cũng như toàn bộ nền kinh tế càng làm cho thu nhập và tiêu dùng của các hộ gia đình giảm đi. Loại xe tải nhẹ và SUV vốn đắt tiền và tiêu thụ nhiều nhiên liệu trở nên kém hấp dẫn hơn nữa.
Cuộc khủng hoảng tài chính Hoa Kỳ năm 2007-2008 gây ra tình trạng đói tín dụng, mất giá chứng khoán, giảm xuất khẩu càng gây thêm khó khăn cho các hãng chế tạo ô tô Hoa Kỳ và cả các công ty chế tạo ô tô nước ngoài có cơ sở chế tạo, tiêu thụ tại Hoa Kỳ.

## Tình hình
Tình hình khủng hoảng của ngành chế tạo ô tô Hoa Kỳ thể hiện rõ nhất qua tình hình kinh doanh của Detroit's Big Three từ quý IV năm 2007. Tháng 2 năm 2008, GM thông báo rằng năm 2007 hãng bị lỗ 38,7 tỷ dollar (trước khi trừ thuế và phần trả nợ). Ford có mức lỗ kinh doanh trong năm 2007 là 2,723 tỷ dollar. Sang năm 2008, tình hình kinh doanh càng tồi tệ hơn. Doanh số của 3 hãng chế tạo ô tô lớn nhất nước này trong năm 2008 giảm xuống mức thấp ngang hồi thập niên 1950. Tám tháng đầu năm 2008, Chrysler bị lỗ tới 400 triệu dollar. GM bị lỗ trước thuế 4,2 tỷ dollar chỉ riêng trong quý III năm 2008, trong khi Ford lỗ 2,75 tỷ dollar.
Trong 3 hãng trên thì GM và Ford là hai công ty đại chúng. Cổ phiếu của GM nằm trong cấu tạo của Chỉ số Dow Jones và NYSE Composite. Từ cuối năm 2007, người ta thấy giá cổ phiếu của GM ngày càng giảm. Vào ngày 16 tháng 10 năm 2007, giá một cổ phiếu của GM là 42,64 dollar, thì ngày 19 tháng 11 năm 2008 chỉ còn 2,79 dollar, một sự mất giá tới 95%. Giá cổ phiếu của Ford cũng giảm liên tục. Ngày 2 tháng 7 năm 2007 là lúc giá cao nhất, cổ phiếu của Ford đạt 9,64 dollar. Đến ngày 19 tháng 11 năm 2008 chỉ còn 1,26 dollar.

## Phản ứng

### Detroit's Big Three
Trước tình hình kinh doanh bị khủng hoảng, ba hãng chế tạo xe lớn nhất Hoa Kỳ đều thực hiện thu hẹp sản xuất, tái cơ cấu và xin chính phủ cho vay cứu trợ.
GM đã tuyên bố đóng cửa 4 nhà máy của mình ở Hoa Kỳ hồi đầu tháng 7 năm 2008, cho nghỉ việc khoảng 10.000 lao động của các nhà máy này. Đây là các nhà máy sản xuất các loại xe tải và xe SUV. Đồng thời, hãng này tuyên bố có thể bán bộ phận sản xuất xe Hummer. Sau khi Quốc hội Hoa Kỳ bác bỏ đề nghị cứu viện ngành chế tạo ô tô, GM tuyên bố sẽ đóng cửa 20 nhà máy khác ở Bắc Mỹ. Ngoài ra, các chi phí cho quảng cáo bao gồm cả cắt hợp đồng quảng cáo đã thực hiện 9 năm nay với Tiger Woods và ngừng tài trợ cho giải Super Bowl, và đầu tư dự án mới đều bị cắt giảm. Trong khi đó, Ford dự kiến sẽ đóng cửa một số cơ sở sản xuất của mình tại Bắc Mỹ, châu Âu và Philippines. Còn Chrysler tuyên bố tạm ngừng sản xuất tại tất cả các nhà máy của mình.
Để vượt qua khủng hoảng, tái cơ cấu doanh nghiệp là chiến lược chủ đạo. GM dự tính từ bỏ một số nhãn hiệu và bán cổ phần của mình ở các hãng chế tạo ô tô khác, chẳng hạn như GM Deawoo, Hummer, Pontiac, Saab Automobile. Ford có kế hoạch bán các bộ phận sản xuất loại xe Jaguar, Land Rover, Ranger, Volvo. Còn Chrysler thì đi tìm người mua mình. Đặc biệt, các hãng chế tạo ô tô Hoa Kỳ ngày càng quan tâm hơn tới loại xe nhỏ và ít tiêu hao nhiên liệu, bao gồm cả dòng xe concept, xe chạy bằng điện.
Từ giữa năm 2008, ba hãng xe lớn nhất của Hoa Kỳ bắt đầu chiến dịch vận động xin Quốc hội và chính phủ cho vay tiền.

### Quốc hội và Chính phủ Hoa Kỳ
Trước thỉnh cầu của các hãng chế tạo ô tô, Quốc hội Mỹ đã tiến hành nghe các nhà lãnh đạo ngành công nghiệp này trình bày. Hạ viên thông qua, nhưng Thượng viện bác bỏ đề nghị cứu viện của họ. Tổng thống George W. Bush ban đầu không có ý định cứu ngành ô tô và chủ trương để ngành này phá sản có trật tự. Tuy nhiên sau đó ông đổi ý, phê chuẩn kế hoạch cho 3 hãng ô tô lớn nhất của Hoa Kỳ vay 17,4 tỷ dollar và coi đây là một phần của gói tài chính 700 tỷ dollar để cứu nền kinh tế nói chung. Ông cũng đặt ra thời hạn chót cho 3 hãng này để vượt qua khó khăn là 31/3/2009. Tổng thống Tân cử Barack Obama từ lúc đang tranh cử cho đến khi đắc cử luôn tuyên bố muốn cứu ngành công nghiệp quan trọng của đất nước, nhưng ông cũng đề nghị ngành này phải cải tổ mạnh mẽ.
Đến ngày 30 tháng 3 năm 2009, Tổng thống Obama lại cho rằng phá sản có thể là sự lựa chọn tốt nhất đối với General Motors và hãng này được Chính phủ dành cho 60 ngày và tài chính để cơ cấu nếu không muốn bị phá sản. Trong khi đó Chrysler được cho 30 ngày để tái cơ cấu và bị buộc phải bán cho Fiat của Ý.

### Các hãng chế tạo ô tô nước ngoài
Mặc dù cuộc khủng hoảng tài chính toàn cầu 2008 làm cho nhiều hãng chế tạo ô tô trên thế giới điêu đứng, song vẫn có những hãng nước ngoài tranh thủ tình cảnh khủng hoảng của các hãng ô tô Hoa Kỳ mà tìm cách mua lại cổ phần. Về phần mình, các hãng ô tô Mỹ cũng muốn bán tài sản của mình để tăng cường khả năng thanh khoản.
Nhiều công ty Nhật trong đó có bản thân Mazda muốn mua lại cổ phần của Ford tại Mazda. Suzuki thì muốn mua lại cổ phần của mình đã từng bán cho GM. Hồi tháng 10 năm 2008, Nissan ngỏ ý muốn mua 20% Chrysler.
Tata Motors của Ấn Độ đã mua được chi nhánh sản xuất xe Jaguar và Land Rover của Ford với giá 2,3 tỷ dollar.
Các hãng chế tạo ô tô của Trung Quốc cũng nhòm ngó tài sản của các hãng xe Hoa Kỳ. Chang'an Auto Group (重庆长安汽车股份有限公司) đã đàm phán với Ford để mua lại bộ phận sản xuất xe Volvo. Có tin SAIC và Dongfeng cũng có ý định mua lại tài sản của GM và Chrysler.

### Các nhà kinh tế
Có hai luồng ý kiến trái chiều về ảnh hưởng của cuộc khủng hoảng ngành công nghiệp ô tô Hoa Kỳ tới nền kinh tế nước này trong tương lai. Một luồng ý kiến cho rằng nó sẽ làm tổn hại nền kinh tế. Trong khi luồng ý kiến kia cho rằng nền kinh tế sẽ không bị tổn hại gì.

#### Có làm tổn hại tới nền kinh tế
Công nghiệp ô tô là bộ phận quan trọng của nền kinh tế Hoa Kỳ. Các nhà kinh tế sử dụng dữ liệu thời kỳ 2007-2008 và chạy một mô hình kinh tế lượng để ước lượng phí tổn của trường hợp phá sản. Mục tiêu của họ là đặt ra những tiêu chí để giúp các nhà hoạch định chính sách hiểu được tác động của các vụ phá sản trong ngành công nghiệp ô tô. Kết quả ước lượng của họ đã khiến các nhà lập chính sách thảo luận nhiều cuối năm 2008. Đóng cửa Big Three sẽ làm mất 24 vạn việc làm được trả lương cao (tiền công bình quân của một công nhân làm việc cho Big Three là 67.400 dollar năm 2007, nếu là công nhân có tay nghề cao thì tiền công có thể lên đến 81.940 dollar), làm mất 98 vạn việc làm được trả lương cao tại các công ty cung ứng linh kiện và đại lý bán hàng tại địa phương, cộng thêm 1,7 triệu việc làm nữa bị mất trong toàn nền kinh tế do hiệu ứng lan tỏa; tổng cộng là 3 triệu việc làm bị mất.
Kết quả ước lượng còn cho rằng phá sản của Big Three sẽ làm thu nhập cá nhân ở Hoa Kỳ giảm 151 tỷ dollar trong năm thứ nhất, và 398 tỷ dollar trong 3 năm. Chính phủ liên bang, tiểu bang và địa phương sẽ bị mất một khoản thu ngân sách lớn, đã thế lại còn phải tăng chi cho chương trình an sinh xã hội thêm 156 tỷ dollar trong vòng 3 năm.
Các nhà kinh tế của S&P David Wyss cho rằng nếu GM và Chrysler sụp đổ, thì hàng năm lượng xe nhập khẩu sẽ tăng khoảng 1 triệu chiếc, có nghĩa là khoảng 25 tỷ dollar rời khỏi nước Mỹ. Điều này sẽ làm GDP giảm 0,2 điểm phần trăm mỗi nămy—chưa kể tác động của mất việc làm và mất thu nhập. Nói cách khác, nhu cầu ô tô ở Hoa Kỳ sẽ phải được đáp ứng bởi ô tô do công nhân nước ngoài sản xuất ra.

#### Không làm tổn hại tới nền kinh tế
Một nhà quản lý quỹ tại Magnet Investing ở Randolph, New Jersey, cho rằng nếu Big Three bị phát mãi và đóng cửa, các công ty nước ngoài như Honda và Toyota sẽ mở những nhà máy mới ở Hoa Kỳ, và do đó về dài hạn sẽ không có mất việc làm hay tổn hại tới nền kinh tế.
Michael Schuman của Time Magazine cho rằng dù đúng là một công ty khổng lồ phá sản sẽ là điều không hay gì, nhưng thà thế còn hơn để nó sống mà không có triển vọng phát triển. Ông này so sánh khả năng sụp đổ của các nhà sản xuất ô tô Mỹ với vụ phá sản của Daewoo Group ở Hàn Quốc năm 1999. Mức độ tác động của Daewoo tới kinh tế Hàn Quốc lớn hơn của Big Three tới kinh tế Hoa Kỳ. Niềm tin vững chắc rằng chính phủ sẽ không để Daewoo và các tập đoàn Hàn Quốc sụp đổ đã khiến nhiều ngân hàng và nhà đầu tư tiếp tục vứt tiền đi cứu, bất chấp thực tế là các công ty này chỉ có những kế hoạch kinh doanh kém và những dự án không có lợi nhuận. Một khi nhận thức too-big-to-fail (chính phủ sẽ can thiệp để công ty lớn không bị phá sản) sụp đổ, và các tập đoàn lớn không còn được xem là những dự án đầu tư an toàn nữa, thì các ngân hàng và nhà đầu tư sẽ chuyển vốn của mình sang nơi khác đang đói vốn, vì vậy mà thực tế là GDP của Hàn Quốc đã tăng sau khi Daewoo phá sản. Schuman cũng nhắc đến kinh nghiệm tương tự ở Nhật Bản trong Thập kỷ mất mát, khi các ngân hàng đã cố bơm tiền vào các công ty "sống dở chết dở" không có lợi nhuận, vì cho rằng chúng sẽ không thể phá sản. Schuman cho rằng kinh tế Nhật Bản chỉ bắt đầu phục hồi khi kiểu đầu tư trên chấm dứt.

Nhà kinh tế Hoa Kỳ Paul Krugman, người đoạt giải Nobel năm 2008 cho những đóng góp về thuyết thương mại mới, nhận định rằng "ngành công nghiệp ô tô của Hoa Kỳ có lẽ sẽ mất tiêu". Ông cũng cho rằng "kế hoạch của các nhà lập chính sách Hoa Kỳ cứu Big Three chỉ là một giải pháp ngắn hạn vì "không dám thấy một ngành công nghiệp lớn bị phá sản giữa lúc khủng hoảng kinh tế"..."
Hãng truyền thông CNS News đã phỏng vấn một số nhà kinh tế và nhận được nhận được chung rằng nên để ngành công nghiệp ô tô phá sản hơn là đi cứu họ.
Hãng truyền thông Wall Street Journal cũng có cuộc phỏng vấn một số nhà kinh tế và kết luận rằng trong khi hầu hết không đồng ý việc chính phủ cho các hãng chế tạo ô tô vay, nhưng hầu như không có ai muốn chúng bị phá sản.

## Kết cục
Mặc dù nhận được các khoản cho vay của chính phủ, GM vẫn không thoát khỏi được khủng hoảng và đã phải nộp đơn xin phá sản có bảo hộ.. Trong quá trình tái cơ cấu, GM đã phải bán một số thương hiệu của mình. Theo thỏa thuận đạt được, Hummer được bán cho Sichuan Tengzhong Heavy Industrial Machinery Company của Trung Quốc. Saturn được bán cho Penske Automotive Group. Saab được bán cho Koenigsegg Group và một nhóm các nhà đầu tư Na Uy.
Trong khi đó, Chrysler cũng đã nộp đơn xin phá sản có bảo hộ từ hồi tháng 4 năm 2009. Chính phủ Hoa Kỳ quyết định Chrysler sẽ được tái cơ cấu thành Chrysler Group LLC. Trong công ty mới này, Fiat sẽ có 20% tổng số cổ phần và sẽ nâng tỷ lệ này lên 35% trong tương lai. Chính phủ Hoa Kỳ sẽ có 9,85% tổng số cổ phần và chính phủ Canada mua lại 2,46%. Nghiệp đoàn công nhân ngành ô tô sẽ nắm số cổ phần còn lại.